# Liwuguan Zhen
Liwuguan Zhen (kinesiska: 理务关镇, 理务关, 理务关乡) är en köping i Kina. Den ligger i provinsen Shandong, i den östra delen av landet, omkring 250 kilometer öster om provinshuvudstaden Jinan. Antalet invånare är 15069. Befolkningen består av 7 549 kvinnor och 7 520 män. Barn under 15 år utgör 14,0 %, vuxna 15-64 år 70 %, och äldre över 65 år 15,0 %.
Genomsnittlig årsnederbörd är 896 millimeter. Den regnigaste månaden är juli, med i genomsnitt 269 mm nederbörd, och den torraste är januari, med 9 mm nederbörd.